# 神君アウグストゥスの業績録
『神君アウグストゥスの業績録』（ラテン語: Res Gestae Divi Augusti）は、初代ローマ皇帝のアウグストゥスが自身の人生と業績を一人称的に綴った記念碑的な碑文。 この碑文の重要性は、アウグストゥスがローマの人々に行ったイメージ戦略を推察することができるというところにある。実物は現存していないが、多数の断片が現代のトルコで発見され、復元されたことで現在に伝えられている。碑文自体もアウグストゥス以来約100年間続いたユリウス＝クラウディウス朝設立の記念碑的な側面を持つ。

## 歴史

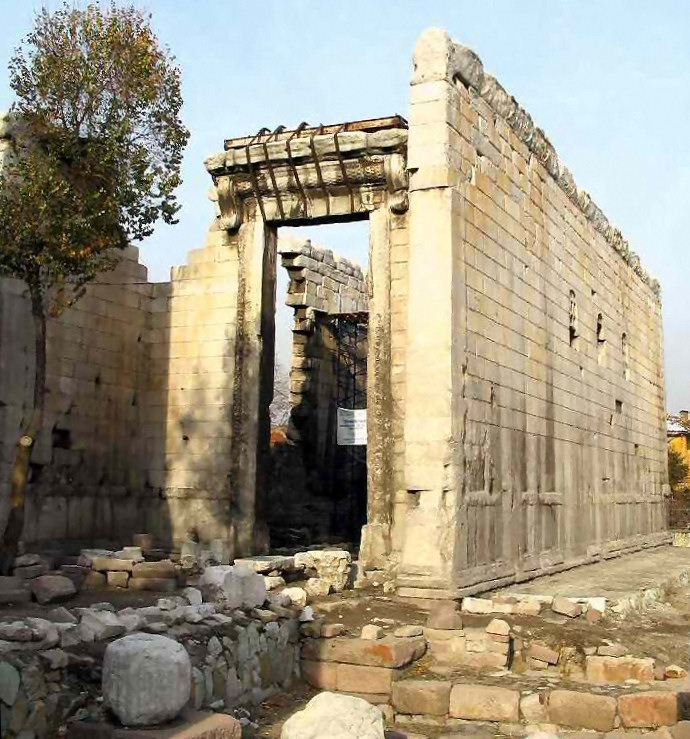
トルコ、アンカラの「アンキューラ記念碑」

本文によると、西暦14年のアウグストゥスの死の直前には記述されていたことになっているが、おそらく何年か前にはすでに書かれており、その後多くの改訂が行われた可能性がある。 アウグストゥスは碑文を掲示するよう元老院に指示した遺言とともに「業績録」を残した。原本は二本の青銅の柱に彫り込まれ、アウグストゥス廟の入り口に置かれたが、実物は現存していない。しかし多くの碑文のレプリカが作成され、またローマ帝国全域の記念碑や寺院の石に刻まれたことで、いくつかが現在まで残っている。そのうち最も重要なのは、元々のラテン語とギリシャ語の翻訳で書かれ、ほとんど完全な状態で残っていた「アンキューラ碑文」である。これは当時の属州ガラティア（現在のトルコ・アンカラ）にある「ローマとアウグストゥス神殿」で発見された。その他にも、ピシディア地方のアポロニアとアンティオキアでも発見された。この三つの発見により「業績録」はおおよそ復元され、現在に伝わっている。

## 内容

### 構成
短い序文と35節の本文、死後に付された4つの補遺で構成されている。本文は慣習的に4つに分類されるが、分類方法には諸説ある。例えばテオドール・モムゼンは1節と2節を第1部と考えていたが、一方で1節と2節はあくまで導入であり、本文には含まないとする考え方もある。 ここでは通例通りモムゼンの説をとって1節および2節を第1部に含んで考える。

#### 序文
「アンキューラ記念碑」の冒頭の一文には 
とある。したがって、『神君アウグストゥスの業績録』は正式には『それによって彼が世界をローマ市民たちの支配に従わせた神アウグストゥスの業績と国家とローマ市民たちのために彼が為した支出（ラテン語: Res gestae divi Augusti quibus orbem terrarum
imperium popli Romani subiecit, et inpensarum, quas in rem publicam populusque Romanum fecit）』である。

#### 第1部
第1部（1節から14節）はアウグストゥスの政治的な業績に関するもので、彼に与えられた役職や名誉を記録している。またその一方で、拒み受諾しなかった役職や特権についても同様に多く挙げられている。

#### 第2部
第2部（15節から24節）はアウグストゥスが市民や兵士に対して寄付した金銭や土地、穀物に加え、依頼した公共事業や娯楽が挙げられている。ここでは、これらがすべてアウグストゥス自身の資産の中から支払われたということが強調されている。

#### 第3部
第3部（25節から33節）では軍事的功績や、彼が治世下に、どのようにして対外交渉をおこなったかについて記録されている。

#### 第4部
最後の第4部（34節から35節）はアウグストゥスの統治と功績に対するローマ人の承認書から構成されている。

#### 補遺
補遺は三人称で書かれており、おそらくアウグストゥス自身によって書かれたものではないと考えられている。本文全体を要約し、建築および改修したさまざまな建物を挙げるとともに、アウグストゥスが治世下におこなった公共事業では自身の資産から6億デナリウスを費やしたことが記録されている。古代の通貨をはっきりと現代の同じようなものに置き換えて考える事は不可能であるが、これに関してはのちのローマ皇帝の誰よりも明らかに莫大な金額だと言える。

### 性格
「神君アウグストゥスの業績録」はプリンキパトゥスを確立させるためのプロパガンダ的性格をもつ。なぜなら、養父ガイウス・ユリウス・カエサルの暗殺から、権力への足掛かりが明白なものになったアクティウムの海戦における勝利までの出来事を飾り立てて述べる傾向にあるからだ。実際、アウグストゥスの政敵については言及されていない。 例えば、カエサルを暗殺したマルクス・ユニウス・ブルトゥスやガイウス・カッシウス・ロンギヌスは単に「養父カエサルの暗殺者」と呼ばれているのみである。また、マルクス・アントニウスや東方の政敵セクストゥス・ポンペイウスも同じく匿名のまま、前者は「党派」、後者は「海賊」にとしか述べられていない。同様に、アウグストゥスのインペリウムと度を超えたトリブヌスとしての権力についても言及していない。しばしば引用されるのは、統治方法に対してアウグストゥスが公式に述べた以下の見解である。 
この見解は、初めから元首政は「同輩中の首席（Primus inter pares）」以上の何者でもない指導者の元の、共和政の「復興」を推進する統治体制を踏まえているとするものだが、実際にはローマ軍団を後ろ盾に政治を行う様子は神授王権を主張する絶対君主制に類似している。
「業績録」は多くの点において実験的な経歴を持つ初代ローマ皇帝アウグストゥスのための独特なプロパガンダであった。もしこの「業績録」が（古代であれ現代であれ）のちの歴史家によって頻繁に史料として用いられ、アウグストゥスが形作ったカテゴリーを元に彼の統治方法を研究するという行為が彼の示唆するところであるならば、「業績録」は大いに成功したプロパガンダであると言えるだろう。また一方、歴史家にとっては、彼が統治方法について一人称的な説明を施しているということが本質的に何を表すかという問いの有用性を見落とすことはできない。